# Dia da Árvore
O Dia da Árvore é um feriado secular em que indivíduos e grupos são encorajados a plantar árvores.  Vários países comemoram este feriado em diferentes datas.

## Comemoração do Dia da Árvore

### Hemisfério Sul
No dia 21 de setembro, é comemorado no Brasil o dia da árvore. No hemisfério sul o dia 23 de setembro marca a chegada da primavera.
De acordo com o dia 24 de fevereiro de 1965, foi instituída em todo o território nacional, a Festa Anual das Árvores, em substituição ao chamado dia da árvore.
Em razão das diferenças fisiográfico-climáticas do Brasil, a Festa Anual das Árvores é comemorada durante a última semana do mês de março nos estados: Acre, Alagoas, Amapá, Amazonas, Bahia, Ceará, Maranhão, Paraíba, Pará, Pernambuco, Piauí, Rio Grande do Norte, Rondônia, Roraima, Sergipe e Tocantins.

### Hemisfério Norte
Em Portugal, que se encontra no hemisfério norte, o dia da árvore festeja-se no dia 21 de março.
Na cidade de Seixal, houve a primeira Festa da Árvore em Portugal no dia 21 de março de 1907.